# Walter Nudo
Walter Nudo (Montréal, 2 giugno 1970) è un attore, conduttore televisivo e modello canadese con cittadinanza italiana.

## Biografia

### Origini e formazione
All'età di otto anni si trasferisce con la famiglia dal Canada in Italia (terra natia dei genitori).
In particolare, trascorre infanzia e adolescenza a Genova, nel quartiere di Sestri Ponente.
Nel 1989, dopo essersi diplomato come perito chimico, si trasferisce in America dove, con piccoli lavori saltuari, si mantiene gli studi di recitazione all'Acting Class di Los Angeles; per guadagnarsi da vivere lavora come lavapiatti, pizzaiolo, buttafuori e spogliarellista.

### Mondo dello spettacolo
Nel 1994, tornato in Italia, studia presso la scuola di recitazione Duse con Francesca De Sapio a Roma. Inizia la carriera di attore nel 1995, apparendo nel film Ragazzi della notte di Jerry Calà, a cui fa seguito un ruolo in Fantozzi - Il ritorno di Neri Parenti. Nel 1997 conduce il programma televisivo Colpo di fulmine con Alessia Marcuzzi. Nel 1998 debutta come attore televisivo nella celebre soap opera statunitense Beautiful. Nel 2003 è stato il vincitore della prima edizione del reality L'isola dei famosi con l'87% di preferenze. Sempre nel 2003 recita nella soap opera italiana Un posto al sole, e in seguito fa anche alcune altre esperienze come attore in Incantesimo e in Carabinieri. 
Nel 2009 ritorna negli USA e recita nel film Hopeful Notes di Valerio Zanoli dove interpreta, recitando in inglese, il ruolo dell'ingegnere Alex. Per questa interpretazione è premiato al Festival ICFF di Toronto nel giugno 2013. Nel 2011 esce il suo libro Ho alzato lo sguardo, nel quale racconta la sua vita e il suo rapporto con Dio. Nel 2015 è concorrente del programma Tale e quale show, condotto da Carlo Conti su Rai 1. Nel 2015 ha girato una serie televisiva in America, Agent X, con Sharon Stone come protagonista.
Nel 2018 vince la terza edizione del Grande Fratello VIP, condotto da Ilary Blasi su Canale 5, con il 56% delle preferenze, battendo in finale lo chef Andrea Mainardi e diventando così il primo concorrente italiano ad aver effettuato la storica "doppietta"  Isola dei Famosi - Grande Fratello , traguardo poi condiviso con la sola Cristina Plevani che completò la doppietta nel 2025.
Sempre nel 2018 ritorna al cinema, interpretando un ruolo nel film Ulysses: A Dark Odissey.

### Sport
In Italia all'età di tredici anni si iscrive ad una scuola di Karate Shotokan, di cui divenne cintura nera a diciassette anni; nello stesso anno vince il campionato italiano di Kumite categoria 75 kg. Dopo la vittoria del campionato junores di Kumite studia Tang Soo Do a Los Angeles in una delle palestre di Chuck Norris.
Nel 1996 debutta nel pugilato, facendo il suo primo incontro nella categoria dilettanti come peso massimo. In quattro anni disputa 10 combattimenti: 7 vinti 1 pareggiato 2 persi. Nel 1998 lo storico boxer promoter Spagnoli della coppia Spagnoli e Sabatini, gli propone di diventare professionista, ma Nudo rifiuta.
Nel 2009 partecipa come pilota automobilistico al Campionato Italiano Turismo Endurance cat. 3.0 D. su BMW in squadra con Gianni Giudici. Dopo aver vinto il campionato a quattro gare dalla fine della stagione passa al Campionato Superstars.
Ha partecipato alla Maratona di New York e alla Maratona di Milano.

## Vita privata
È stato fidanzato dal 1994 al 2002 con la ballerina Tatiana Tassara, dalla quale ha avuto due figli.
Dal 2004 al 2008 ha avuto una relazione con Samuela Sardo, compagna di set in Incantesimo. 
Nel 2009 si è sposato a Las Vegas, tramite rito civile, con Céline Mambour, una stilista francese.
Nell'aprile 2019 ha subito un intervento al cuore che gli ha salvato la vita; il 23 giugno successivo ha annunciato il ritiro dalla televisione italiana per motivi di salute.

## Filmografia

### Cinema
- Ragazzi della notte, regia di Jerry Calà (1995)
- Fantozzi - Il ritorno, regia di Neri Parenti (1996)
- Quello che le ragazze non dicono, regia di Carlo Vanzina (2000)
- Hopeful Notes, regia di Valerio Zanoli (2010)
- Ulysses: A Dark Odissey, regia di Federico Alotto (2018)

### Televisione
- Beautiful – soap opera, partecipazione con un cameo[12] (1998)
- Storie svelate – film TV, regia di Ettore Imparato (2000)
- San Giovanni - L'apocalisse – film TV, regia di Raffaele Mertes (2002)
- Un posto al sole – soap opera, partecipazione ad alcune puntate (2003)
- Incantesimo – soap opera, ruolo di coprotagonista (2004-2006)
- Carabinieri – serie TV, interpretando due ruoli diversi: comparsa (2 episodi, stagione 2, 2003), ruolo di co-protagonista (intere stagioni 6 e 7, 2007-2008)
- Agent X – serie TV, ruolo secondario (2015)

## Programmi televisivi
- Colpo di fulmine (Italia 1, 1997-1998) – Co-conduttore
- C'è posta per te (Canale 5, 2000)
- L'isola dei famosi 1 (Rai 2, 2003) – Vincitore
- Telegatti 2004 (Canale 5, 2004)
- Il galà della pubblicità (Canale 5, 2005) – Co-conduttore
- L'isola dei famosi... Le olimpiadi (Rai 2, 2006) – Vincitore
- Music Star (Rai 2, 2006)
- I raccomandati (Rai 1, 2008)
- La terra dei cuochi (Rai 1, 2013)
- Una canzone per 100.000 (Agon Channel, 2014) – Concorrente
- Tale e quale show (Rai 1, 2015) – Concorrente
- Grande Fratello VIP 3 (Canale 5, 2018) – Vincitore

## Opere
- Ho alzato lo sguardo, Milano, Mondadori, 2011, ISBN 978-88-046-0726-7.
- La vita accade per te: un viaggio alla scoperta della felicità, Macerata, ROI, 2021, ISBN 978-88-3620-079-5.